# Delfina
Delfina ou Delfine é uma criatura da mitologia grega. É descrita sendo um monstro com língua de serpente, algumas vezes dita ser o próprio monstro um dragão. Ela foi apontada por sua mãe Gaia para guardar o Oráculo de Delfos e pode em algumas estórias estar acompanhada de um dragão macho (Píton ou Tifão). Ela é às vezes comparada a Equidna, um monstro com cabeça e torso de mulher e parte inferior de serpente, que é consorte de Tifão.
E uma estória (meio mulher, meio serpente) guarda os tendões de Zeus numa caverna, que haviam sido arrancados por seu esposo Tifão. Foi ludibriada por Hermes e Pã, que restauraram os tendões a Zeus. Ela foi morta por Apolo. O título de Apolo de "Delphinius" é interpretado em algumas histórias como advindo de ter matado Delfina (ou por mostrar aos colonizadores cretenses o caminho para Delfos montado num golfinho).